# Нагорная (Черкасская область)
Наго́рная (укр. Нагірна) — село в Жашковском районе Черкасской области Украины.
Население по переписи 2001 года составляло 683 человека. Почтовый индекс — 19223. Телефонный код — 4747.

## Местный совет
19223, Черкасская обл., Жашковский р-н, с. Нагорная

## Известные жители и уроженцы
- Журавский, Пётр Аверьянович (1916—1998) — Герой Социалистического Труда.